# Psary-Kąty
Psary-Kąty – wieś w Polsce w województwie świętokrzyskim, w powiecie kieleckim, w gminie Bodzentyn. Leży w Dolinie Wilkowskiej w Górach Świętokrzyskich.
W latach 1975–1998 miejscowość administracyjnie należała do województwa kieleckiego.
Wieś jest sołectwem w gminie Bodzentyn. Według Narodowego Spisu Powszechnego z roku 2011 wieś liczyła 456 mieszkańców.

## Centrum Usług Satelitarnych
W Psarach mieściło się jedyne w Polsce Centrum Usług Satelitarnych należące do Telekomunikacji Polskiej SA. Pierwszą stację satelitarną otwarto w Psarach w 1974, pracującą w ramach systemu Intersputnik, w 1982 otwarto stację pracującą również w ramach dawnej organizacji Intelsat, centrum nosiło wówczas nazwę Centrum Łączności Satelitarnej. W następnych latach otwarto również stacje działające w systemach Inmarsat i Eutelsat. W Centrum działało siedem anten:
- antena systemu Intelsat, o średnicy czaszy 32,5 m[9] i masie 300 ton[10],
- antena  o średnicy czaszy 16 m,
- 3 anteny o średnicy czaszy 13 m,
- antena o średnicy czaszy 12 m,
- antena o średnicy czaszy 9 m[9].

Pod względem precyzji oraz niezawodności działania instrumenty spełniały najwyższe światowe standardy. 
W związku z gwałtownym spadkiem zapotrzebowania na przesyłanie połączeń głosowych za pośrednictwem satelity, wywołanym przez rozwój międzynarodowych sieci światłowodowych, w 2010 roku Telekomunikacja Polska zdecydowała o likwidacji Centrum Usług Satelitarnych. Miało zostać początkowo przejęte przez spółkę EmiTel i planowano wybudowanie najwyższego w kraju przekaźnika dla potrzeb naziemnej telewizji cyfrowej, lecz do przejęcia nie doszło. 31 lipca 2010 Centrum zostało zlikwidowane, po czym 11 października 2010 rozpoczęto złomowanie anten. Radioteleskop 16-metrowy oraz zawieszenie 12-metrowego radioteleskopu trafiły do Obserwatorium Astronomicznego Uniwersytetu Jagiellońskiego. Zezłomowania uniknęła jeszcze antena 9 m, która trafiła do prywatnego Obserwatorium Astronomicznego Królowej Jadwigi w Rzepienniku Biskupim oraz dwie anteny 13-metrowe, z których jedna została wykupiona przez Marka Peliana do wykorzystania w jurajskim parku nauki, a druga przez Kazimierza Błaszczaka, w podobnych celach.
Obszerny materiał filmowy na temat CŁS wyemitowano w programie Sonda w odcinku „Kontakt”.